# Ronde van Nederland 1960
De 11e editie van de Ronde van Nederland ging op 10 mei 1960 van start in Amsterdam. De wielerwedstrijd over acht etappes eindigde op 17 mei weer in Amsterdam. De ronde werd gewonnen door Peter Post.

## Eindklassement
Peter Post werd winnaar van het eindklassement van de Ronde van Nederland van 1960 met een voorsprong van 6 seconden op de Belg Roger Baens.
| Plaats  | Naam                 | Tijd      |
| ------- | -------------------- | --------- |
| Winnaar | Peter Post           | 37u22'44" |
| 2       | Roger Baens          | + 0'06"   |
| 3       | Coen Niesten         | + 1'11"   |
| 4       | Anton van der Steen  | + 1'28"   |
| 5       | Jaap Kersten         | + 2'22"   |
| 6       | Jan Zagers           | + 2'43"   |
| 7       | Maurice Joosen       | + 2'59"   |
| 8       | Pierre Van Den Eynde | + 3'12"   |
| 9       | Bastiaan Maliepaard  | + 5'12"   |
| 10      | Wim van Est          | + 6'35"   |

## Etappe-overzicht
| Etappe | Van - naar                 | Km       | Etappewinnaar     |
| ------ | -------------------------- | -------- | ----------------- |
| 1      | Amsterdam - Heerenveen     | 231      | Roger Baens       |
| 2a     | Heerenveen - Assen         | 114      | Peter Post        |
| 2b     | Assen - Assen              | 60       | Piet Steenvoorden |
| 3      | Assen - Nijmegen           | 200      | Augusto Cioni     |
| 4      | Nijmegen - Sittard         | 200      | Jo de Roo         |
| 5a     | Sittard - Helmond          | 103      | Hans Jaroszewicz  |
| 5b     | Helmond - Helmond          | 75       | Bram Kool         |
| 6      | Helmond - Vlissingen       | 240      | Schalk Verhoef    |
| 7      | Goes - Vlissingen          | 44 (ITT) | Wim van Est       |
| 8      | Bergen op Zoom - Amsterdam | 218      | Manfred Donike    |

1948 · 1949 · 1950 · 1951 · 1952 · 1953 · 1954 · 1955 · 1956 · 1957 · 1958 · 1959 · 1960 · 1961 · 1962 · 1963 · 1964 · 1965 · 1966 · 1967 · 1968 · 1969 · 1970 · 1971 · 1972 · 1973 · 1974 · 1975 · 1976 · 1977 · 1978 · 1979 · 1980 · 1981 · 1982 · 1983 · 1984 · 1985 · 1986 · 1987 · 1988 · 1989 · 1990 · 1991 · 1992 · 1993 · 1994 · 1995 · 1996 · 1997 · 1998 · 1999 · 2000 · 2001 · 2002 · 2003 · 2004 · 2005 · 2006 · 2007 · 2008 · 2009 · 2010 · 2011 · 2012 · 2013 · 2014 · 2015 · 2016 · 2017 · 2018 · 2019 · 2020 · 2021 · 2022 · 2023 · 2024